# Firefox per iOS
Firefox for iOS è un browser sviluppato da Mozilla per i dispositivi basati sul sistema operativo Apple iOS: Apple iPhone, iPad e iPod touch. È il primo browser della famiglia Firefox che non fa uso del motore di rendering Gecko. A causa dei vincoli di sicurezza richiesti da Apple (nello specifico l'impossibilità di impostare pagine scrivibili eseguibili, fondamentale per la compilazione just-in-time compilation), Firefox ha scelto di far uso del framework iOS basato su WebKit. Firefox per iOS supporta Firefox Sync ed è in grado di sincronizzare la cronologia di Firefox, i segnalibri e le schede recenti.

## Storia
Nel dicembre 2014, Mozilla annunciò che era in corso la progettazione di una versione di Firefox per iOS. Nel settembre 2015, venne pubblicata una versione preliminare dell'app disponibile solo nell'App Store della Nuova Zelanda. La versione definitiva venne poi pubblicata il 12 novembre successivo in diverse nazioni, raggiungendo in una sola settimana oltre un milione di download.
Nel novembre 2016 Firefox Focus venne pubblicato sull'Apple App Store. Focus è una versione limitata del browser focalizzata sulla navigazione in incognito.

### Firefox Home
Firefox Home è stato un progetto sviluppato per iPhone e iPod Touch basato sulla tecnologia di Firefox Sync. Consentiva agli utenti di accedere alla cronologia, segnalibri e schede recenti dai dispositivi Apple includendo anche la cosiddetta "Awesomebar". Firefox Home non era un browser, l'app faceva uso del browser del dispositivo o di Safari. Mozilla ritirò Firefox Home dall'App Store nel settembre 2012, affermando di volersi focalizzare su altri progetti. Venne quindi rilasciato il codice sorgente del software di sincronizzazione.